# Liste der Auslandsvertretungen Palästinas

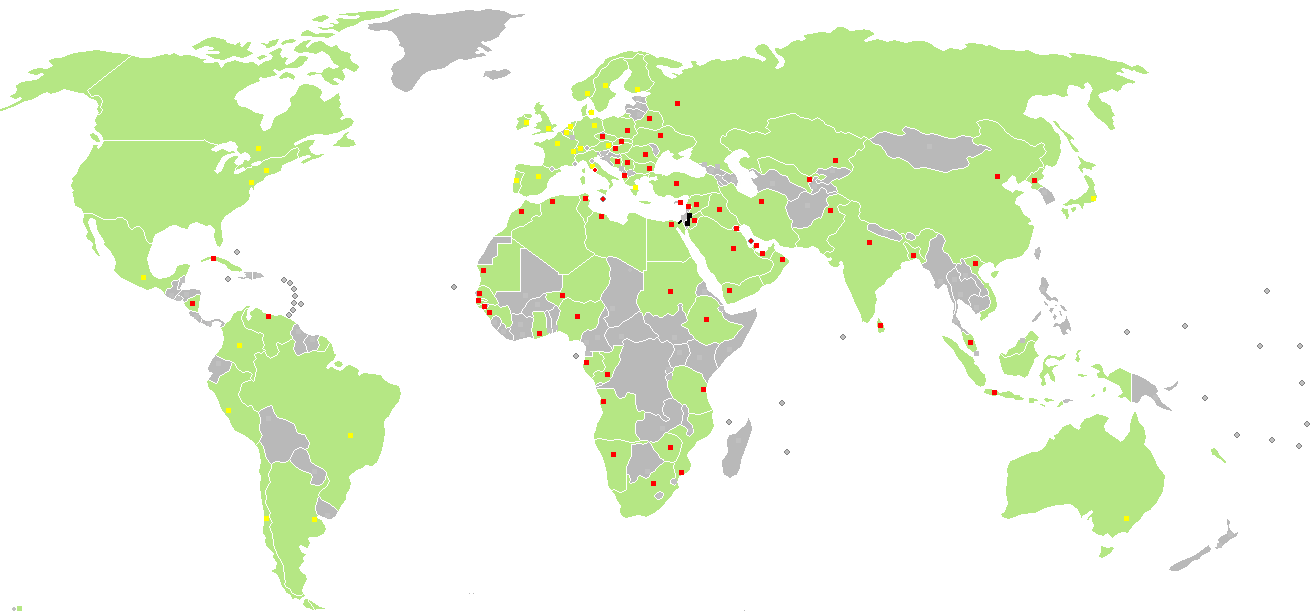
Standorte der diplomatischen Vertretungen Palästinas: diplomatische Vertretungen (rot), andere Vertretungen (gelb)

Dies ist eine Liste der diplomatischen und konsularischen Vertretungen Palästinas.

## Diplomatische und konsularische Vertretungen

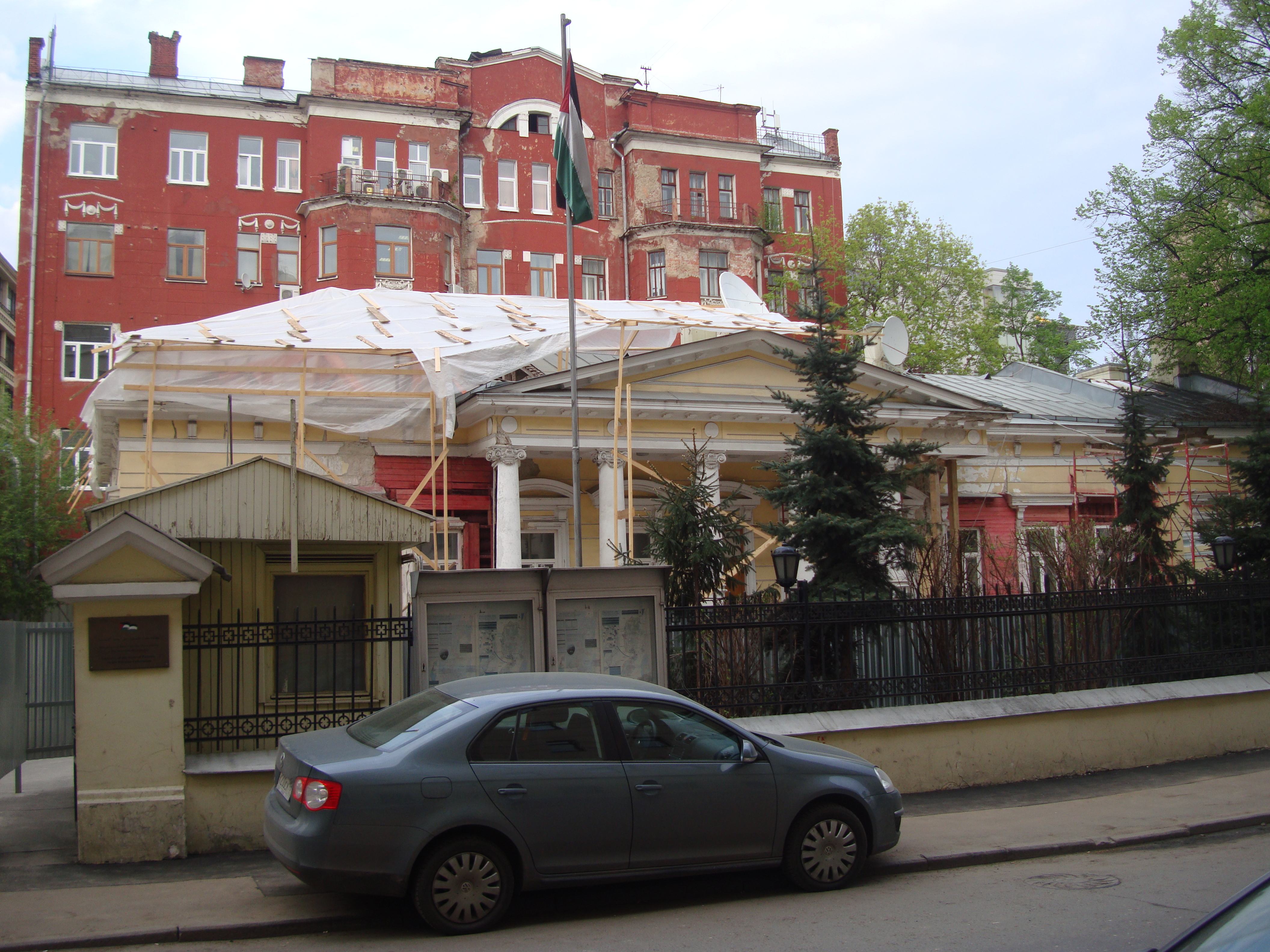
Botschaft Palästinas in Moskau

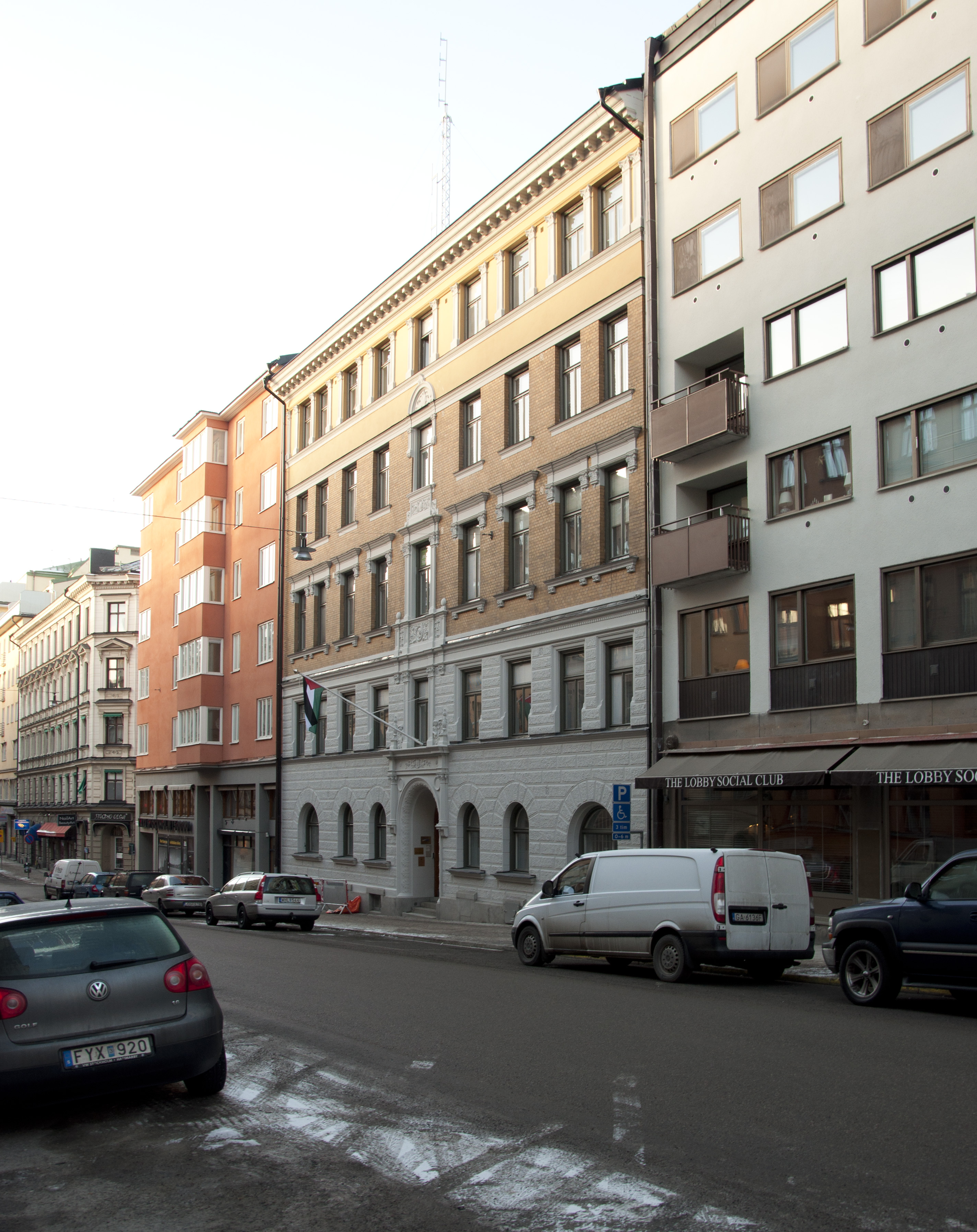
Generaldelegation Palästinas in Stockholm

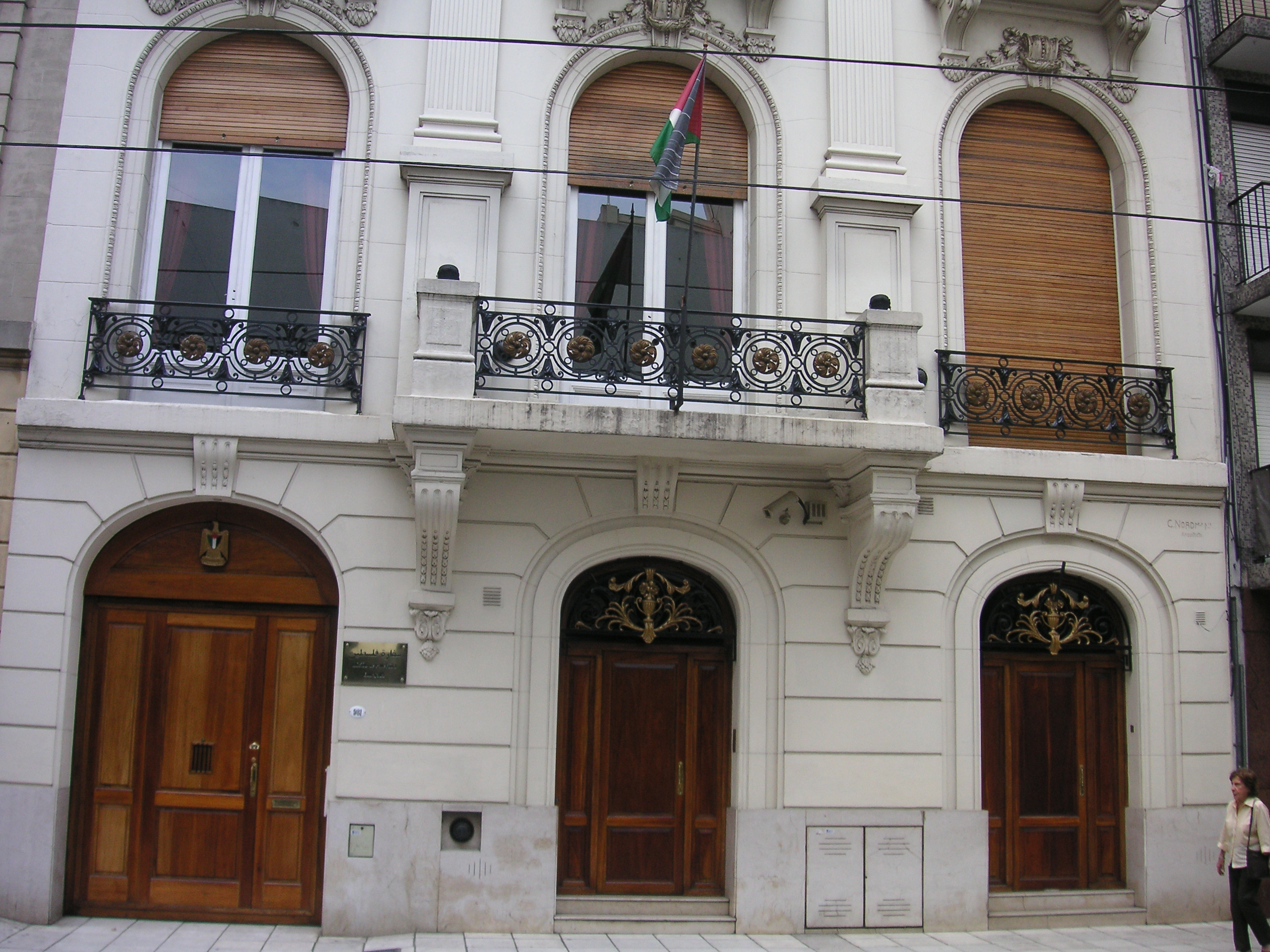
Botschaft Palästinas in Buenos Aires

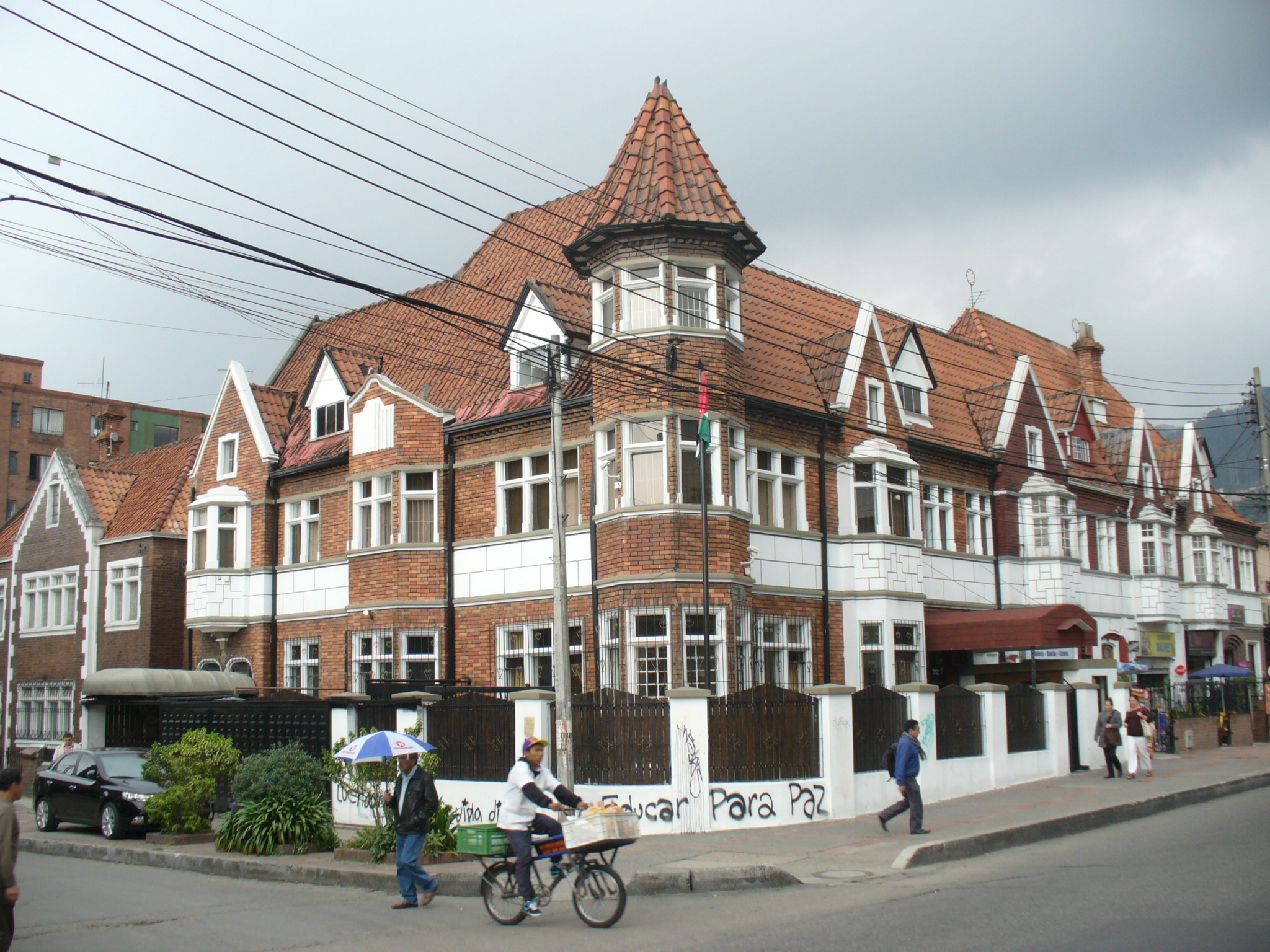
Mission Palästinas in Bogotá

### Afrika
| - Ägypten: Kairo, Botschaft - Algerien: Algier, Botschaft - Angola: Luanda, Botschaft - Äthiopien: Addis Abeba, Botschaft - Dschibuti: Dschibuti, Botschaft - Elfenbeinküste: Abidjan, Botschaft - Gabun: Libreville, Botschaft - Ghana: Accra, Botschaft - Guinea: Conakry, Botschaft - Guinea-Bissau: Bissau, Botschaft - Kongo: Brazzaville, Botschaft - Libyen: Tripolis, Botschaft - Mali: Bamako, Botschaft | - Mauretanien: Nouakchott, Botschaft - Marokko: Rabat, Botschaft - Mosambik: Maputo, Botschaft - Namibia: Windhoek, Botschaft - Nigeria: Abuja, Botschaft - Sambia: Lusaka, Botschaft - Senegal: Dakar, Botschaft - Simbabwe: Harare, Botschaft - Südafrika: Pretoria, Botschaft - Sudan: Khartum, Botschaft - Tansania: Daressalam, Botschaft - Tunesien: Tunis, Botschaft |

### Asien
| - Aserbaidschan: Baku, Botschaft - Bahrain: Manama, Botschaft - Bangladesch: Dhaka, Botschaft - Volksrepublik China: Peking, Botschaft - Indien: Neu-Delhi, Botschaft (→ Liste der Botschafter) - Indonesien: Jakarta, Botschaft - Iran: Teheran, Botschaft - Irak: Bagdad, Botschaft - Japan: Tokio, Mission - Jemen: Sanaa, Botschaft - Jordanien: Amman, Botschaft - Katar: Doha, Botschaft - Kasachstan: Almaty, Botschaft - Kuwait: Kuwait, Botschaft | - Libanon: Beirut, Botschaft - Malaysia: Kuala Lumpur, Botschaft - Nordkorea: Pjöngjang, Botschaft - Oman: Maskat, Botschaft - Pakistan: Islamabad, Botschaft - Saudi-Arabien: Riad, Botschaft - Sri Lanka: Colombo, Botschaft - Syrien: Damaskus, Botschaft - Turkmenistan: Aşgabat, Botschaft - Usbekistan: Taschkent, Botschaft - Vereinigte Arabische Emirate: Abu Dhabi, Botschaft - Vereinigte Arabische Emirate: Dubai, Generalkonsulat - Vietnam: Hanoi, Botschaft |

### Australien und Ozeanien
- Australien: Canberra, Generaldelegation

### Europa
| - Albanien: Tirana, Botschaft - Belgien: Brüssel, Generaldelegation - Bosnien und Herzegowina: Sarajevo, Botschaft - Bulgarien: Sofia, Botschaft - Dänemark: Kopenhagen, Generaldelegation - Deutschland: Berlin, Mission (→ Liste der Botschafter) - Finnland: Helsinki, Generaldelegation - Frankreich: Paris, Mission - Griechenland: Athen, Mission - Irland: Dublin, Botschaft - Italien: Rom, Mission - Malta: Valletta, Botschaft - Niederlande: Den Haag, Generaldelegation - Norwegen: Oslo, Mission - Österreich: Wien, Mission - Polen: Warschau, Botschaft | - Portugal: Lissabon, Mission - Rumänien: Bukarest, Botschaft - Russland: Moskau, Botschaft - Schweden: Stockholm, Botschaft - Schweiz: Bern, Generaldelegation - Serbien: Belgrad, Botschaft - Slowakei: Bratislava, Botschaft - Spanien: Madrid, Mission - Tschechien: Prag, Botschaft (→ Liste der Botschafter) - Türkei: Ankara, Botschaft - Ukraine: Kiew, Botschaft - Ungarn: Budapest, Botschaft - Vereinigtes Königreich: London, Mission - Belarus: Minsk, Botschaft - Zypern: Nikosia, Botschaft |

### Nordamerika
| - Kanada: Ottawa, Generaldelegation - Kuba: Havanna, Botschaft - Mexiko: Mexiko-Stadt, Delegation | - Nicaragua: Managua, Botschaft - Vereinigte Staaten: Washington, D.C., Generaldelegation |

### Südamerika
| - Argentinien: Buenos Aires, Botschaft - Brasilien: Brasília, Botschaft - Chile: Santiago de Chile, Botschaft - Ecuador: Quito, Botschaft | - Kolumbien: Bogotá, Mission - Peru: Lima, Botschaft - Venezuela: Caracas, Botschaft |

## Vertretungen bei internationalen Organisationen
- Vereinte Nationen: New York, Beobachter
- Vereinte Nationen: Genf, Beobachter
- UNESCO: Paris, Beobachter
- Heiliger Stuhl: Rom, Mission
- Arabische Liga: Kairo, Ständige Mission